# ACBS-Team-Snooker-Asienmeisterschaft
Die ACBS-Team-Snooker-Asienmeisterschaft ist ein von der Asian Confederation of Billiard Sports (ACBS) seit 2013 ausgetragenes Snookerturnier, in dem für ihr Land antretende Zweier- oder Dreierteams jährlich einen Team-Asienmeister ermitteln. Rekordsieger mit fünf Titeln ist das indische Team, das bis auf 2015 jedes Jahr im Finale stand. Zu den erfolgreichsten Spielern gehören die Inder Brijesh Damani mit drei Siegen und Pankaj Advani mit zwei Titeln bei insgesamt fünf Finalteilnahmen sowie der Iraner Amir Sarkhosh und der Pakistaner Babar Masih mit jeweils zwei Siegen und einem zweiten Platz.

## Die Turniere im Überblick
| Jahr        | Austragungsort                        | Sieger                                                                    | Ergebnis                              | Finalist                                              |                                       |
| ----------- | ------------------------------------- | ------------------------------------------------------------------------- | ------------------------------------- | ----------------------------------------------------- | ------------------------------------- |
| 2013        | Doha                                  | Indien 0Alok Kumar 0Brijesh Damani 0Manan Chandra                         | 3:0                                   | Iran 0Amir Sarkhosh 0Ehsan Heydarinezhad              |                                       |
| 2014        | Karatschi                             | Indien A 0Kamal Chawla 0Dharminder Lilly 0Faisal Khan                     | 3:1                                   | Pakistan A 0Muhammad Asif 0Muhammad Sajjad            |                                       |
| 2015        | Kisch                                 | Iran A 0Soheil Vahedi 0Amir Sarkhosh                                      | 3:0                                   | Iran B 0Ali Gharahgozlou 0Ehsan Heydarinezhad         |                                       |
| 2016        | Abu Dhabi                             | Iran 1 0Amir Sarkhosh 0Soheil Vahedi                                      | 3:2                                   | Indien 0Pankaj Advani 0Aditya Mehta 0Manan Chandra    |                                       |
| 2017        | Bischkek                              | Indien 1 0Pankaj Advani 0Laxman Rawat 0Malkeet Singh                      | 3:0                                   | Pakistan 2 0Mohammad Bilal 0Babar Masih               |                                       |
| 2018        | Doha                                  | Pakistan 1 0Muhammad Asif 0Babar Masih                                    | 3:2                                   | Indien 1 0Pankaj Advani 0Manan Chandra 0Malkeet Singh |                                       |
| 2019        | Doha                                  | Pakistan 2 0Zulfiqar Qadir 0Babar Masih                                   | 3:2                                   | Indien 1 0Pankaj Advani 0Laxman Rawat 0Aditya Mehta   |                                       |
| 2020 – 2022 | nicht ausgetragen (COVID-19-Pandemie) | nicht ausgetragen (COVID-19-Pandemie)                                     | nicht ausgetragen (COVID-19-Pandemie) | nicht ausgetragen (COVID-19-Pandemie)                 | nicht ausgetragen (COVID-19-Pandemie) |
| 2023        | Teheran                               | Indien 2 0Kamal Chawla 0Sparsh Pherwani 0Brijesh Damani                   | 3:2                                   | Hongkong 0Cheung Ka Wai 0Tam Yun Fung 0Chang Yu Kiu   |                                       |
| 2024        | Riad                                  | Thailand 0Dechawat Poomjaeng 0Kritsanut Lertsattayathorn 0Yuttapop Pakpoj | 3:0                                   | Pakistan 0Asjad Iqbal 0Awais Munir                    |                                       |
| 2025        | Colombo                               | Indien 0Aditya Mehta 0Brijesh Damani 0Pankaj Advani                       | 3:1                                   | Malaysia 0Lim Kok Leong 0Thor Chuan Leong             |                                       |